# Poppenbecker Kreuz

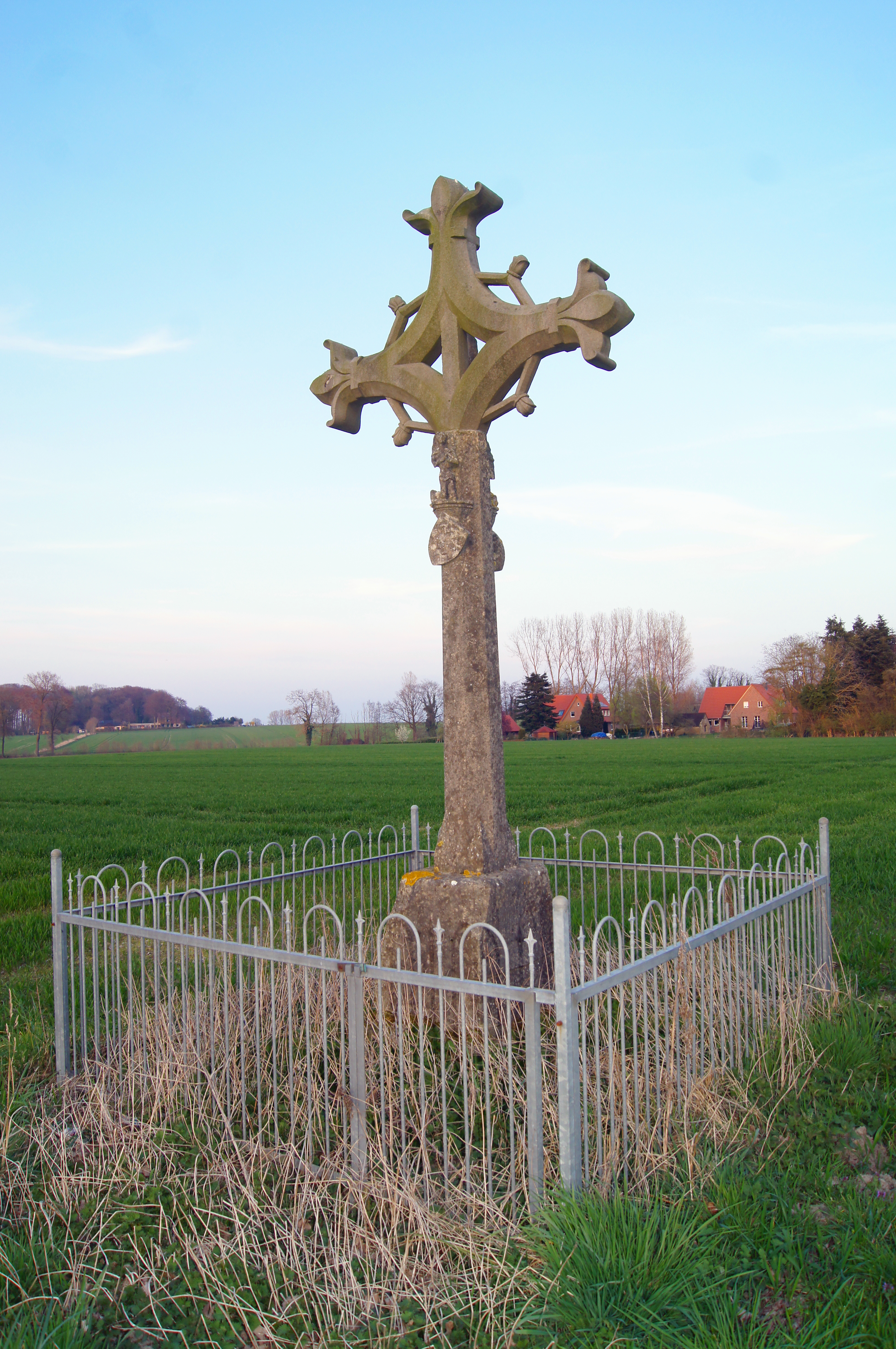
Poppenbecker Kreuz

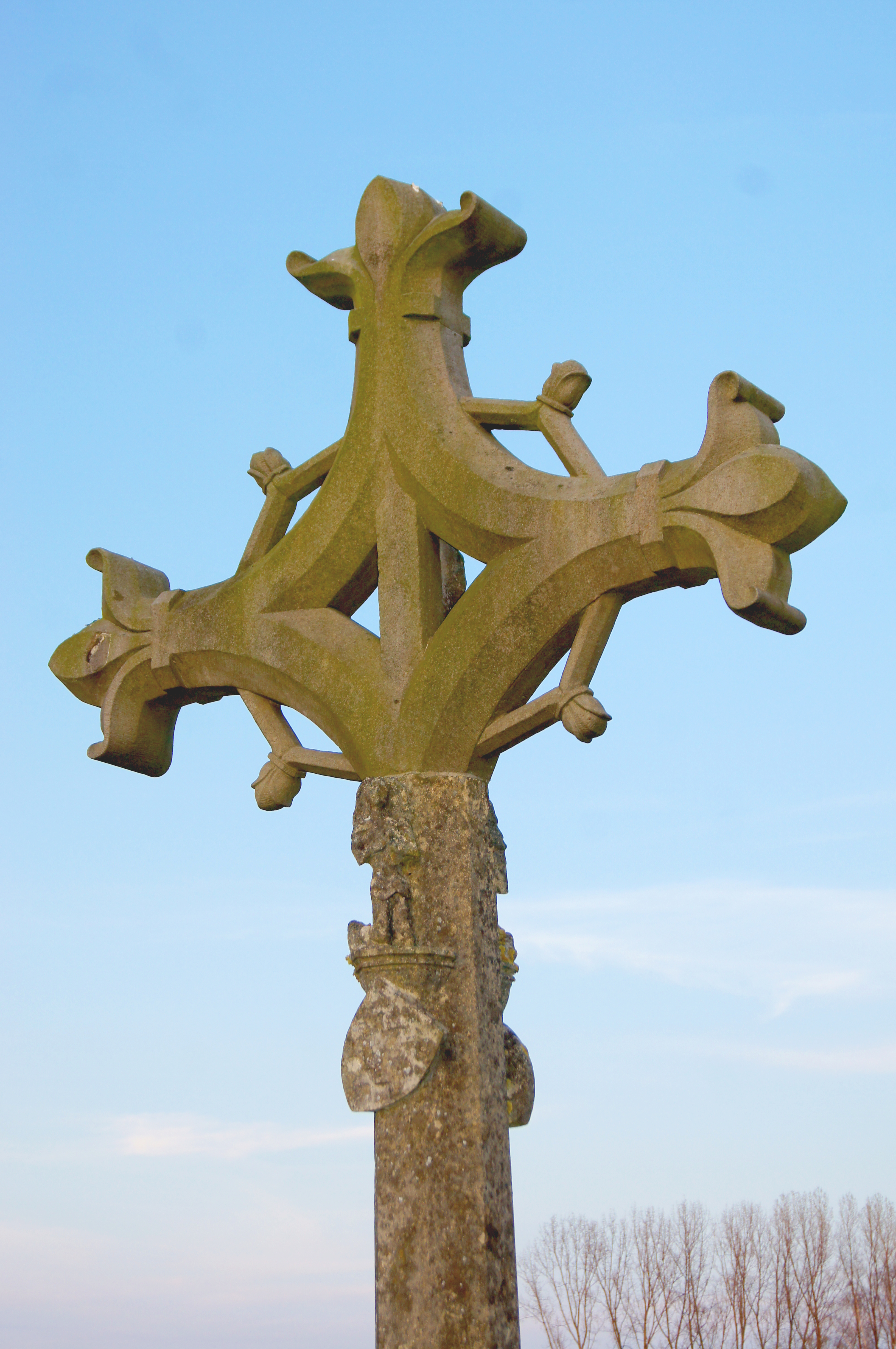
Detailansicht

Das Poppenbecker Kreuz ist ein reich verziertes, spätgotisches Steinkreuz aus dem ausgehenden 15. Jahrhundert in der Bauerschaft Poppenbeck bei Havixbeck, Kreis Coesfeld, im Münsterland. Es erinnert an den Tod des Ritters Swer (auch Sweder oder Assuerus genannt) von Bevern aus dem Hause Havixbeck.

## Beschreibung
Das aus Baumberger Sandstein gefertigte, rund 4,30 Meter hohe Schaftkreuz befindet sich wenige Meter abseits der Landstraße 581 von Havixbeck nach Billerbeck. Es liegt damit an einer alten Via Regia (Königstraße), die von Coesfeld kommend über Billerbeck und Havixbeck nach Münster führte. Es steht auf einem zweiteiligen steinernen Sockel, auf dem die inzwischen stark verwitterte Inschrift
zu lesen ist. Die in den Sockel eingravierten Jahreszahlen 1734, 1853 und 1937, zum Teil mit dem Zusatz „Renovatum“, beziehen sich auf Renovierungen bzw. Erneuerungen des Kreuzes. Eine früher ebenfalls festgestellte Jahreszahl 1563 mit einem Steinmetzzeichen ist heute nicht mehr auszumachen. Über dem Sockel erhebt sich ein achtkantiger Schaft, der oben in die Kreuzbalken übergeht, die ihrerseits in Dreiblättern auslaufen. In der aus Kreuzarmen und Schaft gebildeten rautenförmigen Nische befindet sich auf einer Seite des Kreuzes die verwitterte Figur des heiligen Jakobus, Patron der Wanderer, mit seinen Attributen einer Muschel am Hut, Pilgerflasche und Tasche. Etwas tiefer, am oberen Schaft, ist beidseitig die Figur eines auf einer Konsole knienden Ritters zu sehen, vermutlich Swer von Bevern darstellend. Darunter jeweils ein Schild mit Wappen, von denen das ostseitige drei Löwen, das westseitige zwei Zickzackbalken zeigt. Beide werden der Familie von Bevern zugeschrieben. Das Kreuz ist umgeben von einem verzinkten Metallgitterzaun mit westseitiger Eingangspforte.

## Geschichte
Das Kreuz steht der Überlieferung nach (Inschrift!) an der Stelle, wo 1487 der Ritter Swer von Bevern auf dem Rückweg von einem Türkenfeldzug in Sichtweite seines Wohnsitzes Haus Havixbeck gestorben sein soll. Während der Kämpfe an der Seite des Kaisers war er zuvor schwer verwundet worden, hatte um den Sieg für die Christen gebetet und Gott angefleht, noch einmal die Heimat wiedersehen zu dürfen. Um 1450 war er durch Heirat mit Crissella von Schonebeck zum Herren von Haus Havixbeck geworden. 1601 gelangte Haus Havixbeck in den Besitz der Familie von Twickel, als Ermgard von Bevern es als Mitgift in die Ehe mit Rudolph von Twickel einbrachte. Die Familie von Twickel, nach wie vor im Besitz des Hauses, sorgt bis heute für den Erhalt des Kreuzes.
Im Gegensatz zu vielen anderen Flurdenkmälern hat das Poppenbecker Kreuz in seiner mehr als fünfhundertjährigen Geschichte die Wirren der Täuferbewegung, der Religionskriege und den Bildersturm überstanden, da es als Kreuz ohne Corpus von allen Konfessionen als Andachtsstätte akzeptiert wurde.
Das Poppenbecker Kreuz ist als Baudenkmal unter der Nummer 20 in die Denkmalliste von Havixbeck eingetragen. Es ist in stilisierter Form auf dem Logo des Fördervereins des in Havixbeck beheimateten Baumberger Sandsteinmuseums zu sehen.